# سد وشمگیر
سد وُشمگیر در نزدیکی روستای عباس آباد در شهرستان آق قلای استان گلستان و در فاصلهٔ ۶۲ کیلومتری شمال شرق گرگان و در محلی بنام روستای عباس آباد بر روی رودخانهٔ گرگان احداث شده است. فاصله آن تا ساحل دریای خزر ۷۰ کیلومتر و تا مرز بین ایران و ترکمنستان ۲۴ کیلومتر است.
بر اساس آخرین آمار از مهر ۱۴۰۴، برخی از سدهای مهم کشور - سد شمیل و نیان استان هرمزگان، رودبال داراب استان فارس، سد وشمگیر و سد بوستان استان گلستان صفر شده است.

## وضعیت طرح در زمان احداث
مطالعات سد از سال ۱۳۴۳ شروع شد و در آذر ماه سال ۱۳۴۵ عملیات اجرایی احداث آن آغاز شده است. بهمن ماه ۱۳۴۹ نیز زمان آبگیری و بهره‌برداری از سد بوده است. سطح محدودٔ شبکهٔ آبیاری سد وشمگیر ۲۵۰۰۰ هکتار و سطح خالص محدوده ۲۱۰۰ هکتار می‌باشد.

## مشخصات عمومی سد
این سد با طول تاج ۴۳۰ متر و حداکثر ارتفاع آن از پی ۲۰ متر و از نوع خاکی همگن با مصالح سیلتی و رسی احداث شده است و اکنون دارای یک مخزن اصلی و سه مخزن فرعی است.
در نخستین آبگیری در سال ۱۳۴۹ حجم مخزن اصلی در ارتفاع ۱۲۶ متر از سطح دریا ۶۰ میلیون متر مکعب و حجم مخزن فرعی اول ۱۸ میلیون متر مکعب بوده است. مخزن فرعی شماره ۲ آن نیز با ظرفیت ۱۲ میلیون متر مکعب در سال ۱۳۶۲ احداث شده و در سال ۱۳۶۹ نیز مخزن سوم با ظرفیت ۶ میلیون متر مکعب ساخته شده است.
این سد با یک مخزن اصلی و سه مخزن فرعی قبلاً از حجم مخازن ۹۶ میلیون متر مکعبی برخوردار بوده ولی اکنون به حدود ۴۵ میلیون متر مکعب رسیده است.

حجم آب تنظیمی این سد در ابتدای بهره‌برداری ۱۷۵ میلیون متر مکعب بوده که به علت رسوبات سالیان گذشته اکنون به حدود ۱۱۰ میلیون متر مکعب کاهش یافته است.

## نگارخانه
.